# Червоное (Середино-Будский район)
Червоное (укр. Червоне) — село в Середино-Будском районе
Сумской области Украины. Входит в состав Кренидовского сельского совета.
Код КОАТУУ — 5924482806. Население по переписи 2001 года составляло 34 человека.

## Географическое положение
Село Червоное находится в 4-х км от левого берега реки Десна.
На расстоянии в 2 км расположены сёла Василевское и Кренидовка.
Между рекой и селом находится лесной массив (сосна).

## Название
За время своего существования Червоное неоднократно меняло своё название и в списках населённых мест Черниговской губернии и в других источниках называлось по-разному: хутор Напрасновка – 1808, 1923, 1926 г., хут. Красный (Напрасновка) – 1859 г., хут. Красный – 1892, 1897 гг., хут. Напрасновка (Красный) – 1901, 1913, 1917 гг., хут. Шабловских – 1917 г., пос. Червоный – 1923 г., хут. Червоный – 1923, 1926, 1946 гг. и т.д.

## История
Точное время основания села неизвестно. Первое упоминание о нём относится к началу XIX века и связано с именем Парфёна Николаевича Заблоцкого-Десятовского (7.02.1777 – 28.06.1838)419, отца известных уроженцев Черниговской губернии: А.П. Заблоцкого-Десятовского, П.П. Заблоцкого-Десятовского и М.П. Заблоцкого-Десятовского.
Парфен Николаевич Заблоцкий-Десятовский был одним из первых владельцев Напрасновки. Он родился в обедневшей дворянской семье в селе Сопычи Стародубского уезда Черниговской губернии, закончил Киевскую духовную академию, однако «в связи с полным разорением осиротевшей родительской семьи» вынужден был возвратиться на родину, стать во главе семейства и заняться сельским хозяйством.
Очень скоро он зарекомендовал себя как хороший агроном и в начале XIX века был принят на должность управляющего в имение первого министра народного просвещения России графа Петра Васильевича Завадовского, которое находилось в селе Мефёдовке Новгород-Северского уезда.
Одновременно с назначением на указанную должность он получил во владение хутор Напрасновку и вместе со своей женой Феодосией Фёдоровной Евфимович (до 1792 – 6.03.1854) переехал в него на постоянное жительство.
28 июня 1838 года Парфен Николаевич умер. Кому досталась Напрасновка после его смерти неизвестно. Незадолго до отмены крепостного права в ней появился новый собственник и она изменила своё название на Красный хутор. В 1859 году в Красном хуторе числилось 7 дворов, в которых проживало 17 мужчин и 21 женщина.
В пореформенное время Красный хутор находился во владении статского советника Михаила Дмитриевича Шабловского (1834 – после 1902), выпускника Нежинского лицея князя Безбородко, который служил судебным следователем Новгород-Северского уезда, мировым судьёй третьего участка Новгород-Северского уезда, земским начальником третьего участка Новгород-Северского уезда и уездным предводителем дворянства Новгород-Северского уезда (1892–1896).
В 1900 году он владел в Красном хуторе 1916 десятинами земли, а в других населённых пунктах Новгород-Северского уезда 1914 десятинами земли, на которых выращивал табак, коноплю и другие сельскохозяйственные культуры, и занимался их переработкой. С 1871 года на его хуторе функционировал завод по изготовлению конопляного масла, на котором в 1884 году работали 10 рабочих и производилось около 10000 пудов масла в год; винокуренный завод №148, на котором в 1884 году трудились 8 рабочих, а в 1886 году 10 рабочих, 1 мастеровой и 2 служащих, и небольшой кирпичный завод, производивший в 1885–1887 гг. от 90 до 100 тысяч штук огнеупорных кирпичей в год.
После смерти М.Д. Шабловского принадлежавшие ему владения в Красном хуторе унаследовали двое его сыновей – Дмитрий Михайлович (1880 – 25.12.1917) и Николай Михайлович (1886 – после 1917). По преданию, они хорошо относились к местным крестьянам, по сходной цене сдавали им в аренду свои поля, луга и пастбища, не штрафовали их ни за потравы сенокосов, ни за порубку леса. Несмотря на это, в ночь на Рождество Христово 1917 года местные крестьяне пришли к их винокуренному заводу и потребовали отдать им спирт. Узнав об этом, Дмитрий Михайлович вышел к ним на улицу и обратился с такими словами: «Теперь всё наше имущество принадлежит обществу селян и его, конечно, нужно взять, но по-хозяйски»427. В ответ на это пьяные крестьяне убили своего бывшего хозяина, а сами взобрались на цистерну и начали воровать спирт. При этом двое из них не удержались на ногах, упали в цистерну и утонули.
Николая Михайловича в этот день не было дома, и он остался жив. После революции он работал специалистом в органах по мелиорации земель Новгород-Северского уезда и проживал в Новгороде-Северском.
Вскоре после революции крестьяне разделили между собой земли Шабловских, разобрали принадлежавший им скот, инвентарь, мебель и другое имущество, сожгли их имение, винокуренный завод и другие постройки, а маслобойный завод и мельницу сохранили и ещё на протяжении нескольких лет использовали их для производства муки и масла.